# The Butterfly Effect (banda)

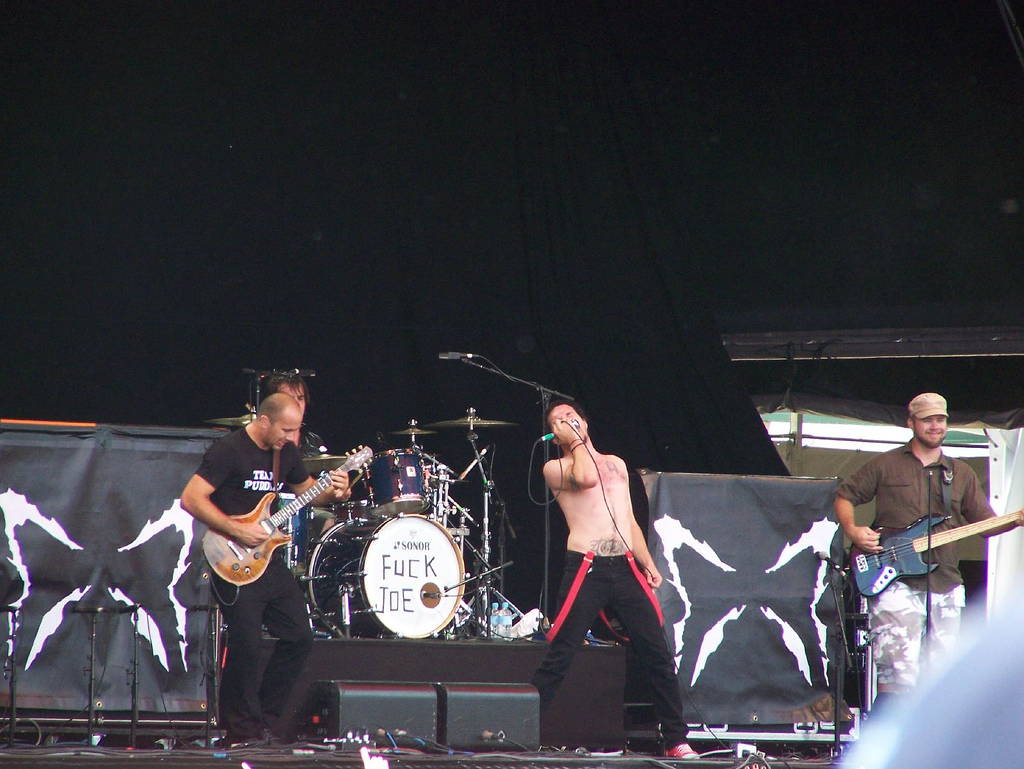
The Butterfly Effect

The Butterfly Effect  é uma banda hard rock de Brisbane, Austrália, formada em 1999. A banda é constituída por Clint Boge (vocal), Ben Hall (bateria), Glenn Esmond (contrabaixo) e Kurt "Puddles" Goedhart (guitarra).